# Frederik Schmidt
|  | Frederik Schmidt er også navnet på rapperen med kunstnernavnet Pind. |
Frederik Schmidt (født 27. maj 1771 i Asminderød, død 16. februar 1840 i Himmelev) var en dansk-norsk præst, politiker, teolog, digter og dagbogsskriver.

## Biografi
Schmidt blev født i Asminderød i Danmark som søn af Christen Schmidt (1727–1804) og Petronelle S. Lemmich (1734–1798). Hans forældre, der var af norsk herkomst, flyttede til Norge, da hans far blev biskop over Oslo stift i 1773. Schmidt blev studerende ved Københavns Universitet i 1787, og kom efter en pause tilbage og dimitterede som cand.theol. i 1791. Han var medlem af Det Norske Selskab.
Schmidt var præst i Christiania (det senere Oslo) fra 1792 og startede tidsskriftet Hermoder i 1795, som han redigerede indtil 1797. I 1798 blev han præst i Eiker. Han blev forfremmet til dekan i 1808. Han forsøgte også at blive dekan for København, men modtog ikke udnævnelsen. I 1817 mislykkedes det ham igen i at blive biskop over Bergen. Han tog to års orlov og fratrådte derefter sin stilling i Eiker. I 1820 vendte han tilbage til Danmark som præst i Himmelev. Han blev dr. theol. i 1826 med afhandlingen Historia Paulicianorum orientalium.
Schmidt blev valgt til Rigsforsamlingen på Eidsvoll i 1814. Han støttede kronprins Christian Frederik af Danmark og hans bestræbelser på at blive den nye konge over Norge. Da Sverige stoppede denne plan ved at starte den svensk-norske krig i 1814, accepterede Schmidt den efterfølgende dannelse af Den svensk-norske union. Schmidt tog imidlertid initiativet til en undersøgelse af den norske regerings rolle i den militære kampagne. Dette initiativ førte til Norges første anklagesag mod generalløjtnant Fredrik Gottschalk von Haxthausen. Schmidt blev valgt til den første samling i Norges parlament, hvor han repræsenterede valgkredsen Buskeruds Amt. Han var medlem af parlamentet i en enkelt valgperiode. Han var også en af medstifterne af Det Kongelige Selskap for Norges Velin i 1809. I 1813 blev han udnævnt til ridder af Dannebrog.

## Familie- og privatliv
Schmidt giftede sig med Maren Elisabeth Mathea Oppen (1778–1841) i januar 1799 i Christiania (det senere Oslo).
Schmidt skrev digte, hvoraf udgivelserne inkluderer Samlede Digte (1811) og Ny samlede Digte (1835). Han førte derudover dagbøger, hvoraf dagbøgerne for årene 1790, 1794, 1807, 1811, 1814, 1817, 1818 og 1819 er bevarede af Det Kongelige Bibliotek i København. Uddrag fra dagbøger blev udgivet i 1868 som Provst Fredrik Schmidts Dagbøger. En ny udgave i tre bind udkom mellem 1966 og 1985. Disse dagbøger anses for at have betydelig historisk værdi.